# Manjala pallida
Manjala pallida là một loài nhện trong họ Amaurobiidae.
Loài này thuộc chi Manjala. Manjala pallida được Hugh Davies miêu tả năm 1990.